# Karol Borys
Karol Borys (* 28. September 2006 in Otmuchów) ist ein polnischer Fußballspieler.

## Karriere

### Verein
Karol Borys erlernte das Fußballspielen beim polnischen Verein Czarni Otmuchów. 2014 wechselte er in die Jugendabteilung von Śląsk Wrocław. 
Sein Debüt für die zweite Mannschaft Wrocławs gab der offensive Mittelfeldspieler am 12. März 2022 am 23. Spieltag der dritten polnischen Liga bei der 0:4-Heimniederlage gegen Garbarnia Kraków, als er in der zweiten Halbzeit eingewechselt wurde.
Am 21. Mai 2022 debütierte Borys in der ersten Mannschaft von Śląsk Wrocław am 34. Spieltag der Ekstraklasa 2021/22 bei der 3:4-Heimniederlage gegen Górnik Zabrze.

### Nationalmannschaft
Borys wurde 2021 erstmalig für die polnische U16 nominiert. Zwischen 2021 und 2022 absolvierte er 7 Spiele und erzielte dabei 4 Tore. 2022 gab er sein Debüt für die U17. Im Jahr 2023 nimmt er an der U-17-Europameisterschaft in Ungarn teil.